# Афанасий Метеорский
Афанасий Метеорский (греч. Αθανάσιος ο Μετεωρίτης, в миру — Андроник; 1302—1380) — основатель монастырей Метеоры, преподобный Православной церкви, память совершается 20 апреля (по юлианскому календарю).
Родился в Новых Патрах, осиротел и воспитывался дядей. После захвата города каталонцами в 1319 году попал в плен, бежал в Салоники. Получил светское образование, а затем посетил Афон и Константинополь, где познакомился с выдающимися богословами того времени. Некоторое время вёл отшельническую жизнь на Кипре. В начале 1330-х годов вернулся на Афон где принял постриг с именем Антоний, а затем схиму с именем Афанасий.
В 1334 году Афанасий вместе со своим духовным наставником Григорием покинул Афон в связи с нашествием корсаров и пришёл в Фессалию где поселился у города Стаги (современная Каламбака). Местом жительства ими был выбрана скала — «Столп Капель», где располагалась заброшенная церковь Архангелов. Там он прожил около 10 лет. Позднее Афанасий оставил Григория и, собрав 14 монахов из близлежащей округи, поднялся на «Платис Литос» (широкий камень) — гигантскую скалу высотой 613 метров над уровнем моря, 413 над уровнем города, начав строительство первых сооружений знаменитого впоследствии монастыря «Великий Метеор». Считается, что именно Афанасий дал этим скалам название «Метеоры».

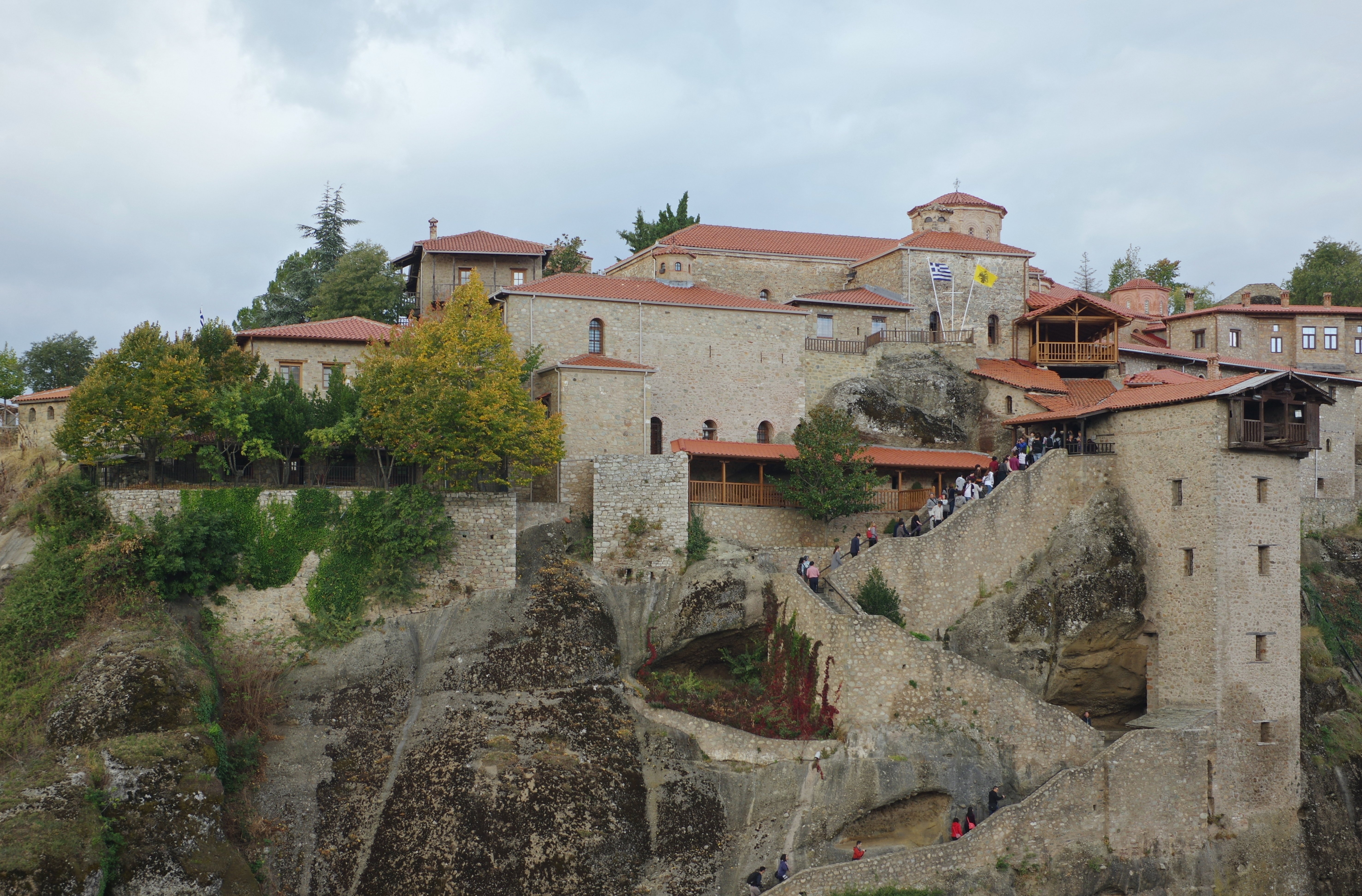
Преображенский монастырь

Сначала Афанасием была построена церковь во имя Богородицы, которой он посвятил монастырь. Позднее был построен кафоликон во имя Преображения Господня, который и дал монастырю новое название — Преображенский. Монастырь, основанный Афанасием, стал общежительным, им были определены правила поведения, которым должны были следовать монахи, соблюдая законы монастырской жизни в Метеорах.
Афанасий скончался в 1380 году, оставив после себя игуменом Макария. Анонимное житие преподобного Афанасия было написано метеорским или афонским монахом в конце XIV века. Мощи Афанасия находятся в северном пределе Преображенского собора монастыря вместе с мощами Иоасафа Метеорита, также участвовавшего в строительстве Преображенского монастыря. Рядом находятся фресковые изображения XVI века, изображающих двух преподобных, держащих в руках монастырь.